# ニューヨーク市立大学ヨーク校
ニューヨーク市立大学ヨーク校 (ニューヨークしりつだいがくヨークこう、York College of The City University of New York)は、アメリカ合衆国ニューヨーク市クイーンズ区にある公立総合大学である。ニューヨーク市立大学システムの一つ。一般に「ヨークカレッジ」と呼ばれる。